# 何力 (媒体人)
何力（1962年8月—），中国财经媒体人，曾任《经济观察报》、《第一财经周刊》、《财经》杂志等媒体总编、主编。

## 生平
1976年入学北京一六六中，就读初中和高中。1980年入学首都师范大学化学系。
1989年进入《中华工商时报》。2001年1月起先后担任《经济观察报》总编辑、社长。2006年11月人阳光媒体投资集团新媒体业务总裁。2007年9月加入《第一财经周刊》总编辑。2009年12月起加盟《财经》杂志，出任主编。2011年初出任《全球商业经典》杂志总编辑。
2013年9月宣布辞职创业。2014年1月，上海报业集团打造的财经新媒体界面新闻，由何力负责团队组建。